# Iroppoi Onna ~Sexy Baby~
Singles de Country Musume ni Ishikawa Rika (Morning Musume)
Koibito wa Kokoro no Ōendan
(2001) Bye Bye Saigo no Yoru
(2002)
 Iroppoi Onna ~Sexy Baby~  (色っぽい女〜SEXY BABY〜) est le 7e single du groupe de J-pop Country Musume, et son 3e en tant que Country Musume ni Ishikawa Rika (Morning Musume) avec Rika Ishikawa de Morning Musume en invitée.

## Présentation
Le single sort le 17 avril 2002 au Japon sur le label zetima, désormais produit, écrit et composé par Tsunku. Il atteint la 4e place du classement de l'oricon, et reste classé pendant cinq semaines, se vendant à 55 690 exemplaires durant cette période.
C'est le premier disque du groupe avec la nouvelle membre Mai Satoda, et le dernier avec sa dernière membre d'origine, Rinne, qui quittera le groupe peu après ; c'est donc le seul disque du groupe enregistré avec quatre membres. La chanson-titre figurera sur les compilations Country Musume Daizenshū 2 de 2006 et Country Musume Mega Best de 2008. La chanson en face B est une nouvelle version ré-interprétée avec Mai Satoda d'un des titres inédits figurant sur l'album du groupe sorti quatre mois auparavant : Country Musume Daizenshū 1.

## Membres
- Rinne
- Asami
- Rika Ishikawa
- Mai Satoda

## Liste des titres
1. Iroppoi Onna ~Sexy Baby~  (色っぽい女〜SEXY BABY〜?)
2. Onna no Ko no Torishirabe Time (New Version)  (女の子の取り調べタイム...?)
3. Iroppoi Onna ~Sexy Baby~ (Instrumental) (色っぽい女〜SEXY BABY〜...?)